# Sherlock Holmes: Mystery of the Mummy
Sherlock Holmes: Mystery of the Mummy (рус. Шерлок Холмс: Пять египетских статуэток) — компьютерная игра в жанре квеста, разработанная компанией Frogwares и изданная компанией Wanadoo в 2002 году. Издателем в России и странах СНГ является компания «1С». Локализацию игры на русский язык осуществила компания Nival Interactive. В 2009 году были выпущены версии для карманной игровой приставки Nintendo DS и для Wii, в 2012 году компания переиздала игру для устройств с системой iOS; в 2016 году версия для ПК (в Steam) стала бесплатной.
Первая игра в серии «Приключения Шерлока Холмса» компании Frogwares.

## Сюжет
1899 год. К Шерлоку Холмсу обращается за помощью мисс Элизабет Монткальф, студентка, и будущая невеста кузена Холмса. Она сообщает о пропаже своего отца, лорда Монткальфа. Согласно молве — лорд стал жертвой проклятия мумии, ведь он исчез сразу после своей последней и самой удачной в научном плане экспедиции в Египет, а сыщики Скотланд-Ярда считают, что все улики указывают на самоубийство путем ритуального самосожжения.
Доктор Ватсон отсутствует — он на курорте с супругой, в криминальных колонках газет нет интересных случаев, за окном навевающая уныние дождливая погода. Эти дни для Холмса — одни из тех дней, когда он томится в своей квартире на Бейкер-стрит, ожидая интересного дела, поэтому он немедля соглашается на расследование и приезжает в роскошный особняк лорда Монткальфа, который после таинственного исчезновения хозяина стал совершенно пустым.

## Игровой процесс
Игра выполнена в стиле «классического» квеста. Уровни представляют собой заранее отрисованные изображения (двухмерная графика). Метод 360-градусного панорамного обзора создает ощущение трёхмерности.
Управление в PC-версии игры представлено традиционным для квестов методом «point-and-click» (рус. «укажи и кликни»), то есть осуществляется при помощи мыши. В то же время версия игры для карманной приставки Nintendo DS управляется стилусом, а для отображения используются оба дисплея.
Обзор в игре ведется от первого лица — «из глаз» главного героя. В игре присутствуют видеоролики, которые показываются в определенной последовательности, после выполнения ряда действий. Игра разделена на пять уровней, которые происходят в 35-ти комнатах особняка, а также содержит более 30 головоломок. Нередко игроку нужно с помощью лупы осматривать следы на полу, комбинировать различные предметы, изобретая полезные для поиска приспособления, читать оставленные на уровнях письма и записки.

Шерлок Холмс осматривает одну из комнат в особняке.
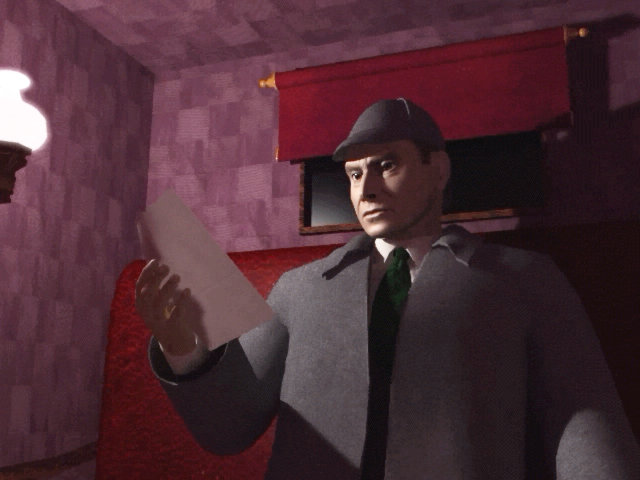
Шерлок Холмс в дороге по пути к лорду.
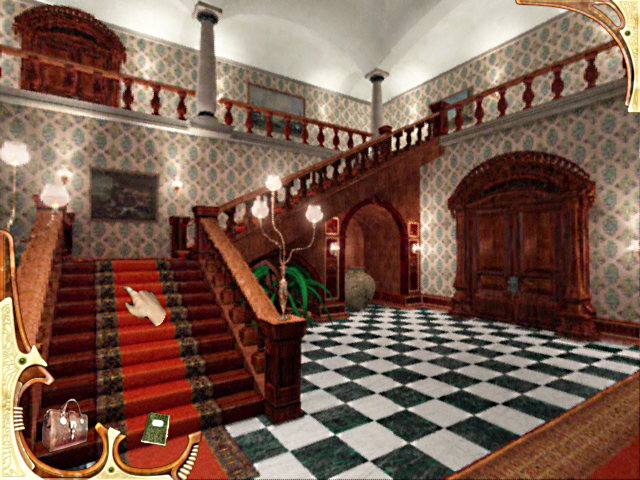
Первое помещение особняка.

## История разработки
Созданием игры занималась компания Frogwares. Эта игра является первой игрой компании и вместе с тем первой игрой в собственной серии игр о Шерлоке Холмсе. Изданием игры занималась компания Wanadoo, позднее права на игру перешли к Focus Home Interactive. В России и странах СНГ игру издала компания «1С».
«Шерлок Холмс: 5 египетских статуэток» построена на игровом движке Phoenix VR компании 4X Technologies S.A, который использует технологию панорамного обзора.
Изначально игра вышла в 2002 году только на персональном компьютере. В 2009 году, когда компанией были успешно изданы другие части о Шерлоке Холмсе, эта, первая часть, была перевыпущена для карманной приставки Nintendo DS и другой игровой консоли Nintendo — Wii; в 2012 году компания переиздала игру для устройств с системой iOS (iPhone, iPad).
Локализация на русский язык была выполнена студией Nival Interactive. Роль Шерлока Холмса озвучил актер Алексей Борзунов. Других персонажей озвучили актеры: Любовь Германова, Авангард Леонтьев, Александр Резалин и Сергей Чонишвили.

## Оценки
| Сводный рейтинг | Сводный рейтинг |
| Агрегатор       | Оценка          |
| --------------- | --------------- |
| GameRankings    | 63,17 %         |